# Un pugno di stelle
Un pugno di stelle è un album antologico della cantante italiana Ornella Vanoni, pubblicato il 9 febbraio 2018.
Con il brano Imparare ad amarsi l'artista ha partecipato al Festival di Sanremo 2018, in trio con Bungaro e Pacifico.
Tutti i brani del disco 1 vedono collaborazioni con altri noti artisti della musica leggera italiana e non.

## Tracce
Disco 1
1. Imparare ad amarsi (feat. Bungaro e Pacifico)
2. Gira in cerchio la vita (con Idan Raichel)
3. Senza fine (con Lucio Dalla)
4. Più (con Jovanotti)
5. Insieme a te (con Mario Lavezzi)
6. Anima (con Pino Daniele)
7. Non abbiam bisogno di parole (con Ron)
8. Ti lascio una canzone (Live) (con Gino Paoli)
9. Senza paura (Sem Medo) (con Fiorella Mannoia)
10. Dio è morto (con Francesco Guccini)
11. Solo un volo (con Eros Ramazzotti)
12. Vita (con Gianni Morandi e Lucio Dalla)
13. Alberi (con Enzo Gragnaniello)
14. Eternità (con i Pooh)
15. Che sia buona la vita (con Idan Raichel e Paolo Fresu)
16. Amiche mai (con Mina)
17. I maschi (con Gianna Nannini)
18. Domani è un altro giorno (The Wonders You Perform) (con Claudio Baglioni)

Disco 2
1. Gli amanti
2. Una bellissima ragazza
3. Rossetto e cioccolato
4. Qualcosa di te
5. Per l'eternità
6. Il mio trenino
7. Insieme a te non ci sto più
8. Io che amo solo te
9. Quanto tempo e ancora
10. La mia storia tra le dita
11. Stella nascente
12. Perduto (Procuro olvidarte)
13. Basta poco
14. 4 marzo '43
15. Io mi fermo qui
16. Vendo casa
17. Io vagabondo (che non sono altro)
18. Una ragazza in due (Down Came the Rain)
19. Ogni volta

Disco 3
1. L'appuntamento
2. La voglia di pazzia (Se êla quisesse) (con Vinícius de Moraes e Toquinho)
3. Samba per Vinicio
4. Accendi una luna nel cielo (Acende uma lua no ceu) (con Vinícius de Moraes)
5. Costruzione (Construção)
6. Io so che ti amerò (Eu sei que vou te amar) (con Jovanotti)
7. Vai Valentina
8. Che cosa c'è (Live @ Blue Note)
9. Ricetta di donna
10. Per un'amica (poesia)
11. E penso a te
12. Se stasera sono qui
13. Chissà se lo sai
14. Una ragione di più
15. Questa notte c'è (Live)
16. Tristezza per favore va via...
17. Innamorati a Milano
18. Eternità
19. La musica è finita
20. Ti voglio
21. Vedrai, vedrai

## Formazione
- Ornella Vanoni – voce
- Cesare Chiodo – basso, programmazione, chitarra elettrica
- Bungaro – chitarra acustica, cori
- Antonio Fresa – pianoforte
- Nicolò Fragile – programmazione
- Claudio Del Signore – batteria
- Marco Pacassoni – vibrafono

## Classifiche
| Classifica (2018) | Posizione massima |
| ----------------- | ----------------- |
| Italia            | 23                |